# Tahar Chérif El Ouazzani
 Si-Tahar Chérif El Ouazzani  (en árabe: سي الطاهر شريف الوزاني‎) (Orán, 7 de octubre de 1966) es un entrenador y ex-futbolista argelino, se desempeñaba como centrocampista defensivo. Es el hermano mayor del futbolista Abdennour Chérif El Ouazzani.

## Carrera como jugador
Chérif El Ouazanni comenzó su carrera en 1983, en el MC Oran de su ciudad natal. En sus 4 primeras temporadas, su club gana 2 Copas de Argelia. Ya en 1987, lidera a su club a su primer título de liga en 17 años. En la siguiente temporada, la 1988-89, consiguió llegar a la final de la Liga de Campeones de la CAF (entonces llamada Copa Africana de Clubes Campeones), perdiéndola en un polémico partido contra el Raja Casablanca por penaltis. Jugó una última temporada con el MCO antes de firmar por el equipo turco del Aydınspor, uniéndose a su compañero de selección, Djamel Amani.
Jugó 2 temporadas en Turquía antes de volver de nuevo a Argelia, y al MC Oran. En la única temporada que jugó, lideró el equipo a un nuevo triunfo en la liga, fichando para la siguiente temporada por el Raja Casablanca marroquí. Tras dos años sin títulos, vuelve al MCO. En esta tercera etapa, consigue una Copa de Argelia en 1996, 2 Recopas Árabes (1997 y 1998) y 1 Súpercopa Árabe en 1999, al derrotar al equipo sirio del Al Jaish en la final. Siguió jugando con el MCO hasta su retiro en 2002. 

## Carrera como entrenador
En 2003 se convirtió en el entrenador del OM Arzew, estando en el equipo hasta febrero de 2008, cuando fue elegido como entrenador del MC Oran. Estuvo en el club hasta noviembre de 2011, cuando dimitió.

## Selección nacional
Chérif El Ouazzani jugó un togal de 63 partidos para la selección nacional de Argelia, marcando 1 gol. Su debut fue en 1984. En 1990 ayudó a los anfitriones a ganar la Copa Africana de Naciones. Fue elegido el 2.º mejor de la competición, tras su compañero Rabah Madjer. También participó en las ediciones de 1992 y 1996.
En 1991 participó en la Copa Afroasiática, que enfrentaba al campeón de África contra el campeón de Asia. Argelia perdió a domicilio con Irán por 2-1, pero él ganó en casa el partido de vuelta por 1-0, adjudicándose el torneo por el valor doble de los goles fuera de casa.
En 1990 fue elegido como el segundo mejor Futbolista africano del año.

### Participaciones internacionales
| Año                            | Sede           | Resultado        |
| ------------------------------ | -------------- | ---------------- |
| Copa Africana de Naciones 1990 | Argelia        | Campeón          |
| Copa Afroasiática 1991         | Irán / Argelia | Campeón          |
| Copa Africana de Naciones 1992 | Senegal        | Primera fase     |
| Copa Africana de Naciones 1996 | Argelia        | Cuartos de final |

## Clubes

### Como jugador
| Club            | País      | Año       |
| --------------- | --------- | --------- |
| MC Oran         | Argelia   | 1983-1990 |
| Aydınspor S.K.  | Turquía   | 1990-1992 |
| MC Oran         | Argelia   | 1992-1993 |
| Raja Casablanca | Marruecos | 1993-1995 |
| MC Oran         | Argelia   | 1995-2002 |

### Como entrenador
| Club          | País    | Año       |
| ------------- | ------- | --------- |
| OM Arzew      | Argelia | 2003-2008 |
| MC Oran       | Argelia | 2008      |
| ES Mostaganem | Argelia | 2008-2009 |
| ASM Oran      | Argelia | 2009-2010 |
| MC Oran       | Argelia | 2010-2011 |

## Palmarés

### Copas nacionales
| Título                  | Equipo  | País    | Año       |
| ----------------------- | ------- | ------- | --------- |
| Copa de Argelia         | MC Oran | Argelia | 1983-1984 |
| Copa de Argelia         | MC Oran | Argelia | 1984-1985 |
| 1.ª División de Argelia | MC Oran | Argelia | 1987-1988 |
| 1.ª División de Argelia | MC Oran | Argelia | 1992-1993 |
| Copa de Argelia         | MC Oran | Argelia | 1995-1996 |

### Copas internacionales
| Título                        | Equipo  | País              | Año  |
| ----------------------------- | ------- | ----------------- | ---- |
| Copa Africana de Naciones     | Argelia | Argelia           | 1990 |
| Copa Afroasiática de Naciones | Argelia | Irán / Argelia    | 1991 |
| Recopa Árabe                  | MC Oran | Ismailia (Egipto) | 1997 |
| Recopa Árabe                  | MC Oran | Beirut (Líbano)   | 1998 |
| Supercopa Árabe               | MC Oran | Damasco (Siria)   | 1999 |